# 穀神星地質

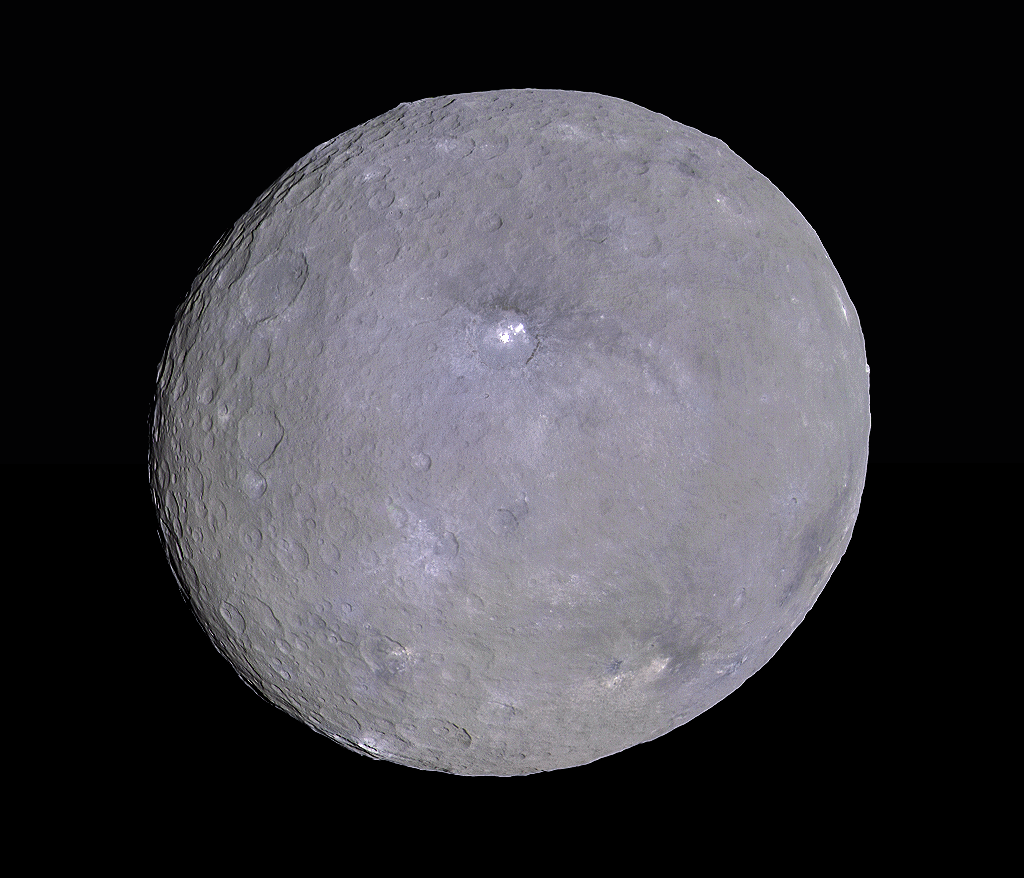
曙光號拍攝的歐卡托撞擊坑接近真彩影像，攝於2015年5月4日。

穀神星地質是針對矮行星穀神星的表面、外殼與內部構造的研究。

## 表面與外殼組成
穀神星的光譜遙測資料顯示它與C-型小行星類似，但它的光譜卻有其他C型小行星不會出現的碳酸鹽與黏土特徵，因此有時候會被列為G-型小行星。穀神星的表面與土星的衛星土卫五、土卫三、天王星的衛星天卫二、天卫四相似。
穀神星表面反照率0.09，因此和土星等外行星的衛星相較之下，穀神星表面亮度甚低。這可能是因為穀神星表面溫度相較之下較高，太陽直射時的最高溫度大約是1991年5月5日量測的235 K（約−38 °C）。真空狀態下，水冰無法在此溫度穩定存在。穀神星表面水冰昇華後留下的物質也許能解釋其表面相較於外行星衛星亮度甚低。

## 內部構造

較早期的穀神星內部構造推測圖。

穀神星的扁率是固定的值，並且內部構造是分異的。它的核心推測是由岩石組成，並且被水冰組成的地函覆蓋。地函厚度約100公里，質量佔穀神星的23%-28%，體積則佔約50% ，相當於最多2億立方公里液態水，多於地球上淡水量 。這一結果得到2002年凱克望遠鏡的觀測與行星演化模型支持。此外，穀神星表面地形特徵與地質史（例如穀神星與太陽距離讓太陽的輻射強度不足以蒸發低熔點物質，得以在穀神星形成過程中保留下來）也顯示有揮發成份存在於穀神星內部。有說法認為在穀神星內部的水冰層以下存在殘餘液態水（或泥濘海洋）層。曙光號對穀神星的量測確認穀神星內部有分層結構，並且其外表是流體靜力平衡下的狀態，因此穀神星是太陽系內已確認流體靜力平衡天體中最小的。而土星衛星土卫五的半徑稍低於600公里，則是已知第二小的此類天體。

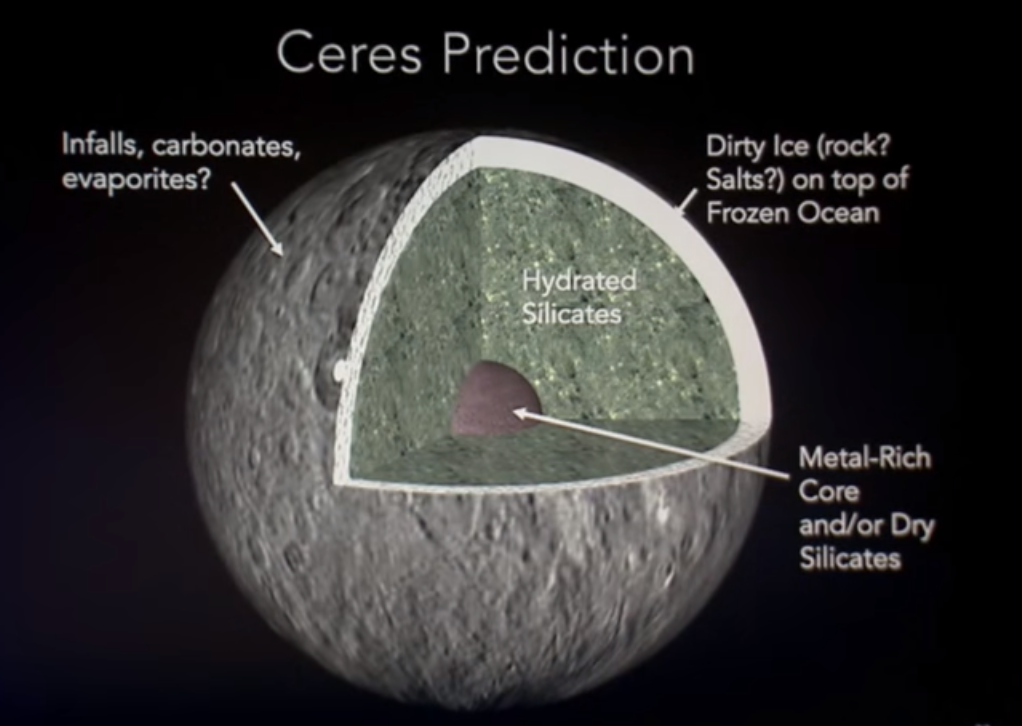
最新的穀神星內部構造推測圖。

## 自轉
穀神星的轉軸傾角約4°，曙光號目前仍有小部分的穀神星兩極地區未觀測到。穀神星由西向東以9小時4分自轉週期自轉。

## 撞擊坑
穀神星上隨處可見各種不同尺寸、形狀與風化程度的撞擊坑。大量穀神星上的撞擊坑中央都有突起構造，其中大部分是中央峰。中央峰保留了撞擊坑在猛烈撞擊下形成時的資訊。藉由研究撞擊坑是否有中央峰以及撞擊坑尺寸的關係，科學家可推測穀神星外殼狀態，例如物質的剛性。有些沒有中央峰的撞擊坑在中心存在大範圍的凹陷區，這可能是撞擊時氣體逃逸的結果。
穀神星表面有大量凹陷極淺的隕石坑，代表它們形成於相對較柔軟的表面，例如水冰，科爾萬撞擊坑凹陷極淺，但直徑達到283.88公里，讓人聯想到土卫三和土衛八上平坦的大型隕石坑。相對於其直徑而言，科爾萬撞擊坑非常淺，並可能因為另一個直徑15公里的撞擊坑形成，而使其原有的中央峰遭摧毀。並且該科爾萬撞擊坑可能相對穀神星表面其他特徵古老，因為該區域其他地表特徵都覆蓋於上方。

## 光斑
曙光號於2015年開始探測穀神星時，在穀神星表面發現了數個明亮光點 。其中最明亮的一個是位於歐卡托撞擊坑中心的「亮點5」（Bright spot 5）。目前已在穀神星上發現了130個明亮區域，一般認為這些區域有鹽類或富含氨的黏土存在。
2015年12月9日，科學家報告穀神星上的光斑可能和鹽類相關，特別可能是以包含水合硫酸鎂（MgSO4•6H2O）的盐卤形式的鹽類，同時也發現了與富含氨的黏土的關聯。

## 峽谷

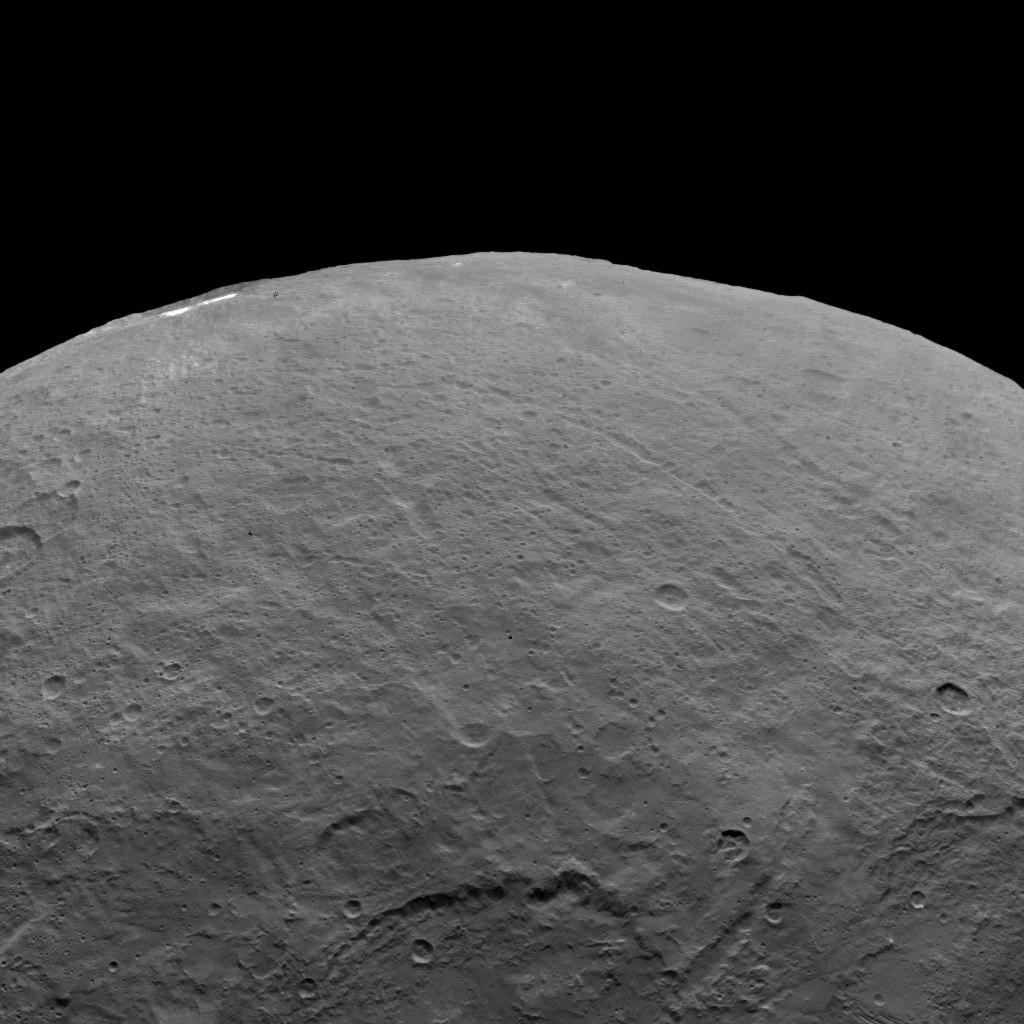
本影像中有數個明顯可見的長峽谷。影像底部延伸出的大型撞擊坑位置位於本條目第一幅穀神星盤面影像中央。第一幅影像的明顯亮點在本影像中則位於穀神星左上邊緣。

曙光號在穀神星表面發現了許多長直或略微彎曲的峽谷。地質學家仍未確認這些峽谷的形成機制，但可能是由數個不同的機制形成。部分峽谷可能是因為穀神星內部熱能和其他穀神星形成過程中累積的能量逐漸輻射散入太空，使穀神星外殼收縮；當巨大的穀神星外殼緩慢冷卻時產生的應力將使穀神星由岩石和冰組成的表面破裂而形成峽谷。其他可能則是一些外部破壞作用造成，例如撞擊事件也會使表面破裂。

## 山

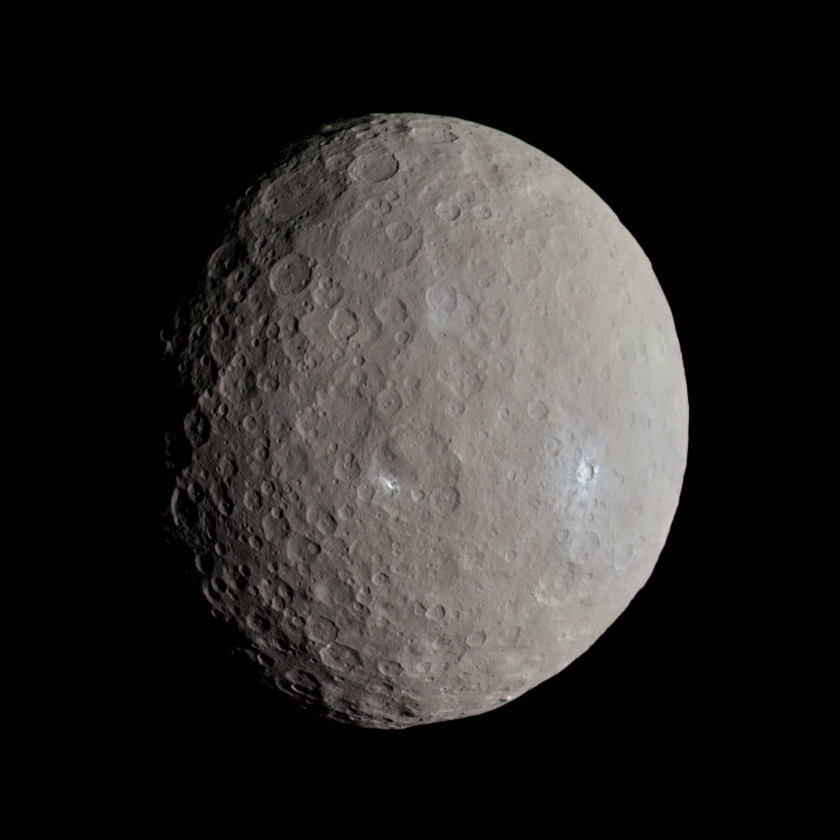
穀神星真彩色影像。

穀神星表面最有名的山峰是阿胡拉山 。它是在曙光號於2015年環繞穀神星時拍攝的影像中發現的。阿胡拉山是穀神星上第一個為人所知的山峰，高度約6公里，基部寬約15公里。
阿胡拉山的性質至今不明，它並不是由撞擊事件形成，並且在穀神星上似乎沒有其他與它同類型的山峰，科技網站CNET稱阿胡拉山相當特殊。阿胡拉山上有許多從峰頂延伸到山腳的明亮條紋，被認為是鹽類，並且與穀神星上的亮點類似，可能是冰火山噴發的穀神星內部物質 或巨大鹽丘。阿胡拉山的低撞擊坑密度表明其冰火山活動的年齡不會超過2億年。
穀神星表面另外兩個已知的山峰還有Liberalia 山與伊索洛山。兩座山基部的寬度分別是90和17公里。伊索洛山的位置接近穀神星的北極點。

## 穀神星地圖

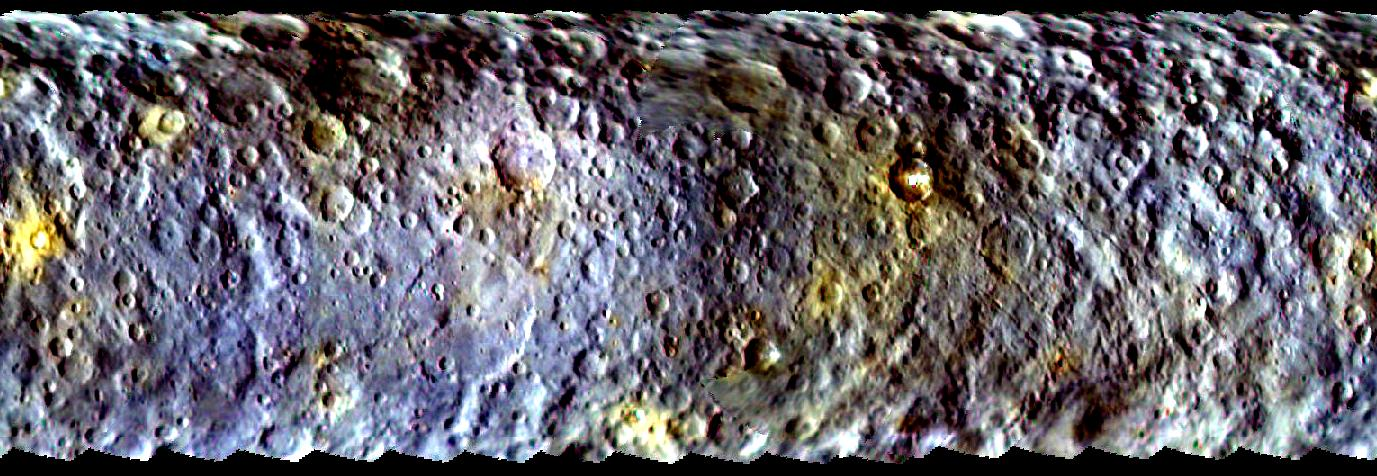
以2015年3月以前拍攝影像製作的穀神星表面可見光與近紅外線色彩增強地圖。
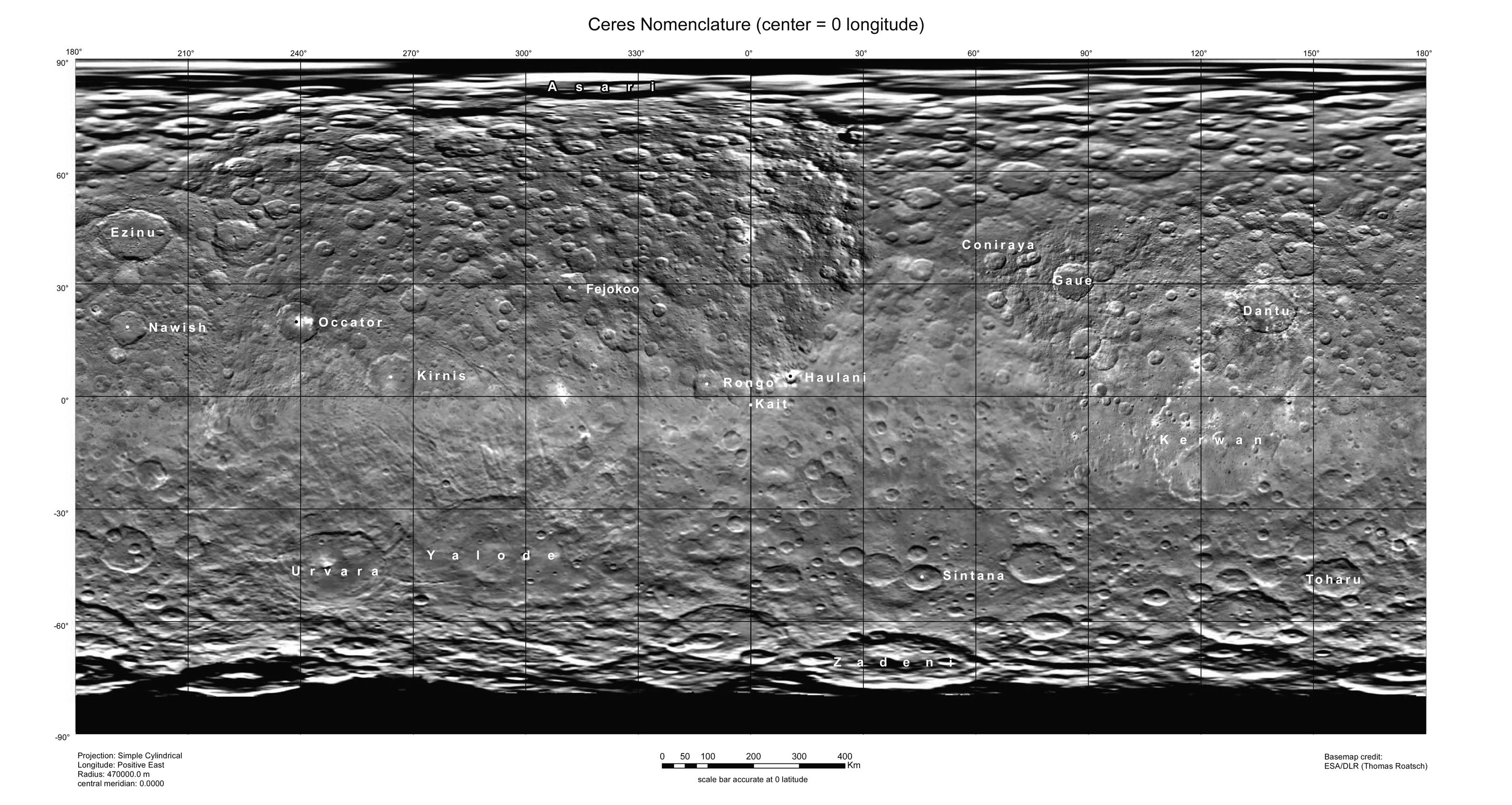
標有地名的穀神星表面地圖。
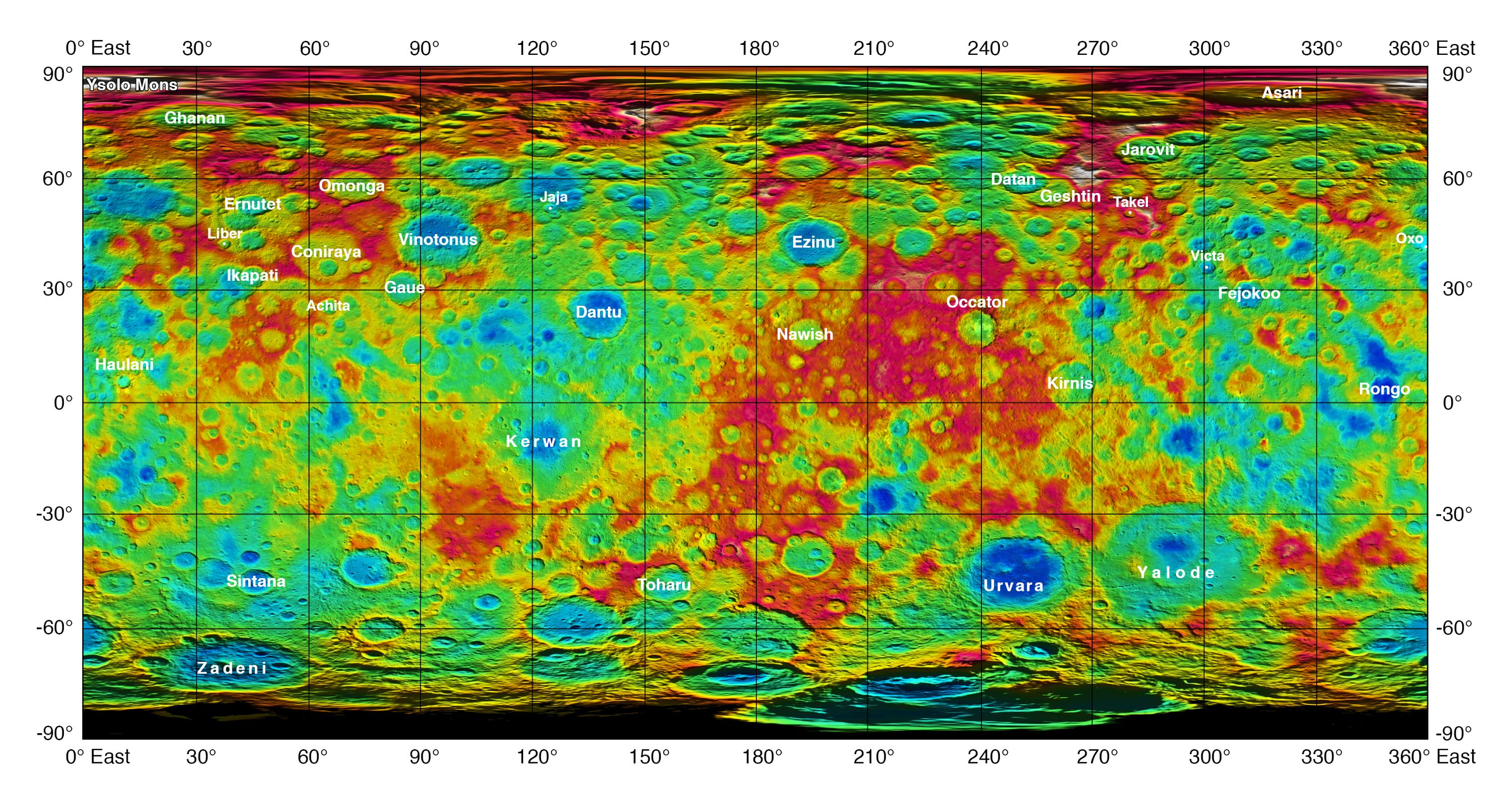
標有地名，並以顏色代表不同高程的穀神星地形圖。
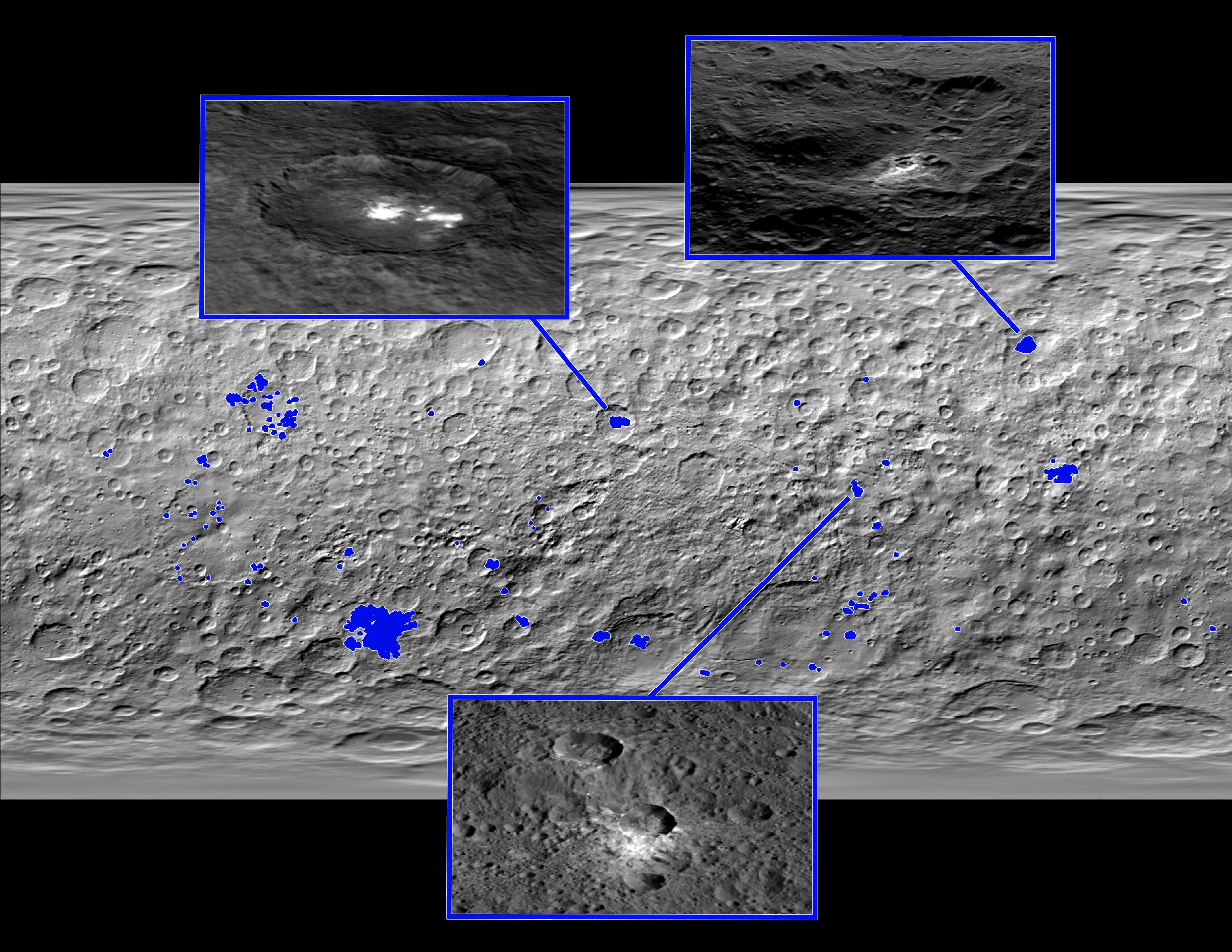
穀神星表面亮點分布圖。
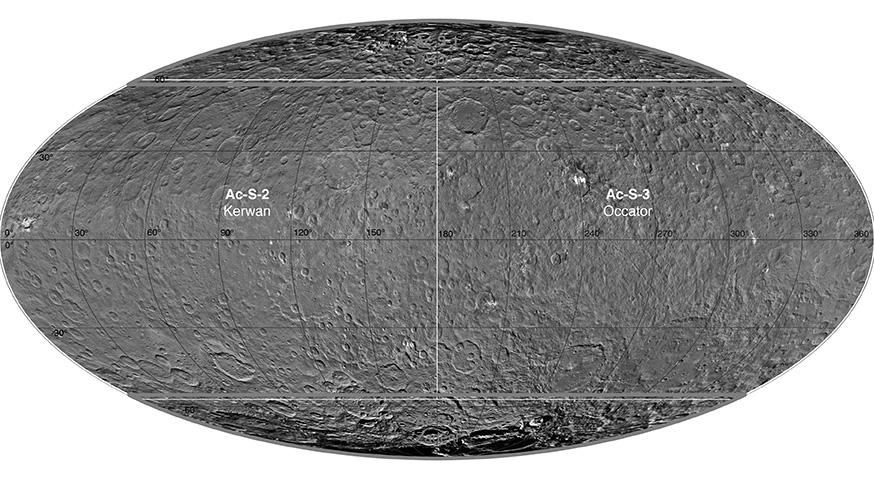
摩爾魏德投影（英语：Mollweide projection）法製作的穀神星全圖，Kait撞擊坑為穀神星經度0° 的參考點。
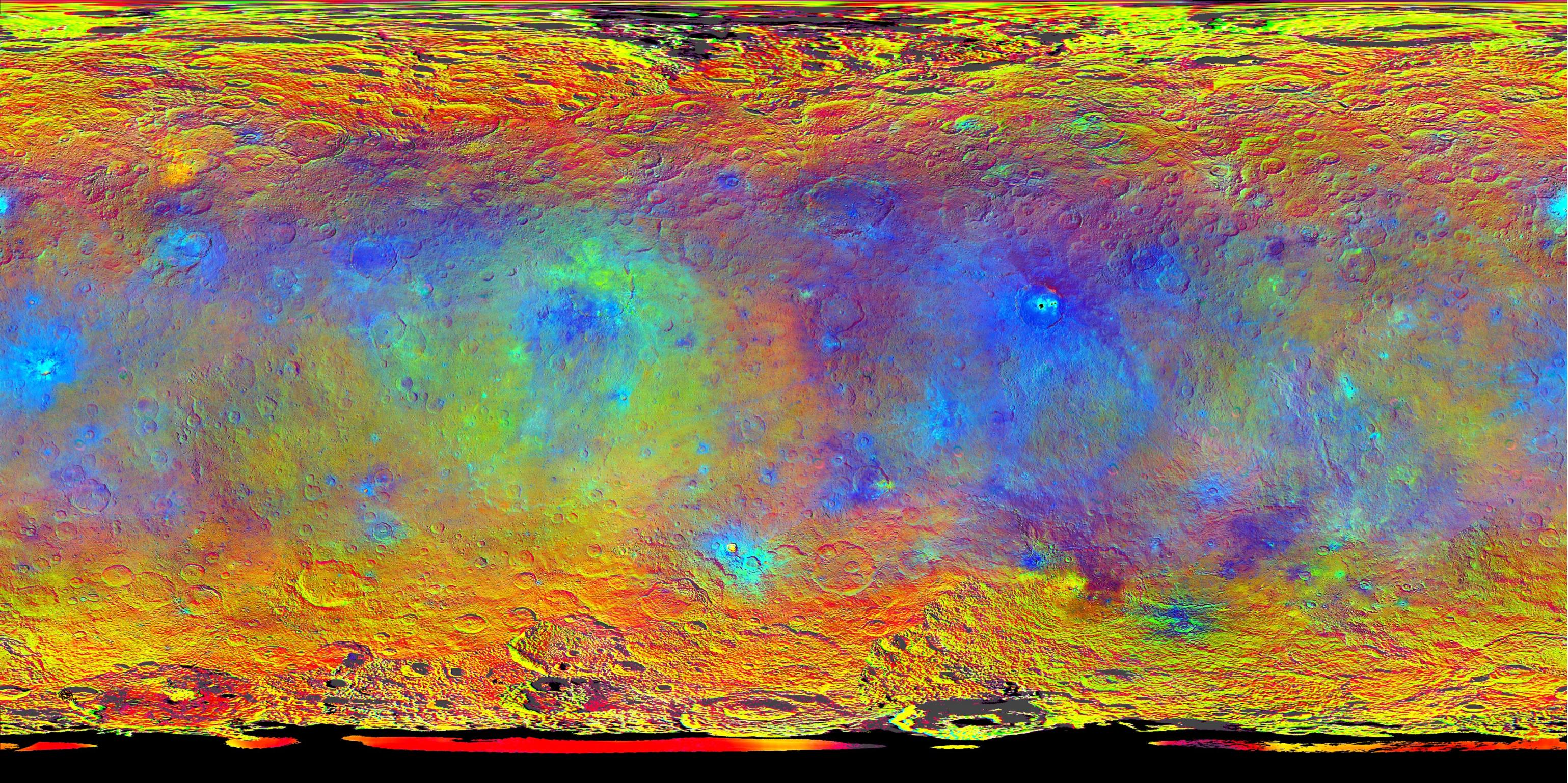
以可見光和紅外線製作的穀神星表面物質分布全圖。
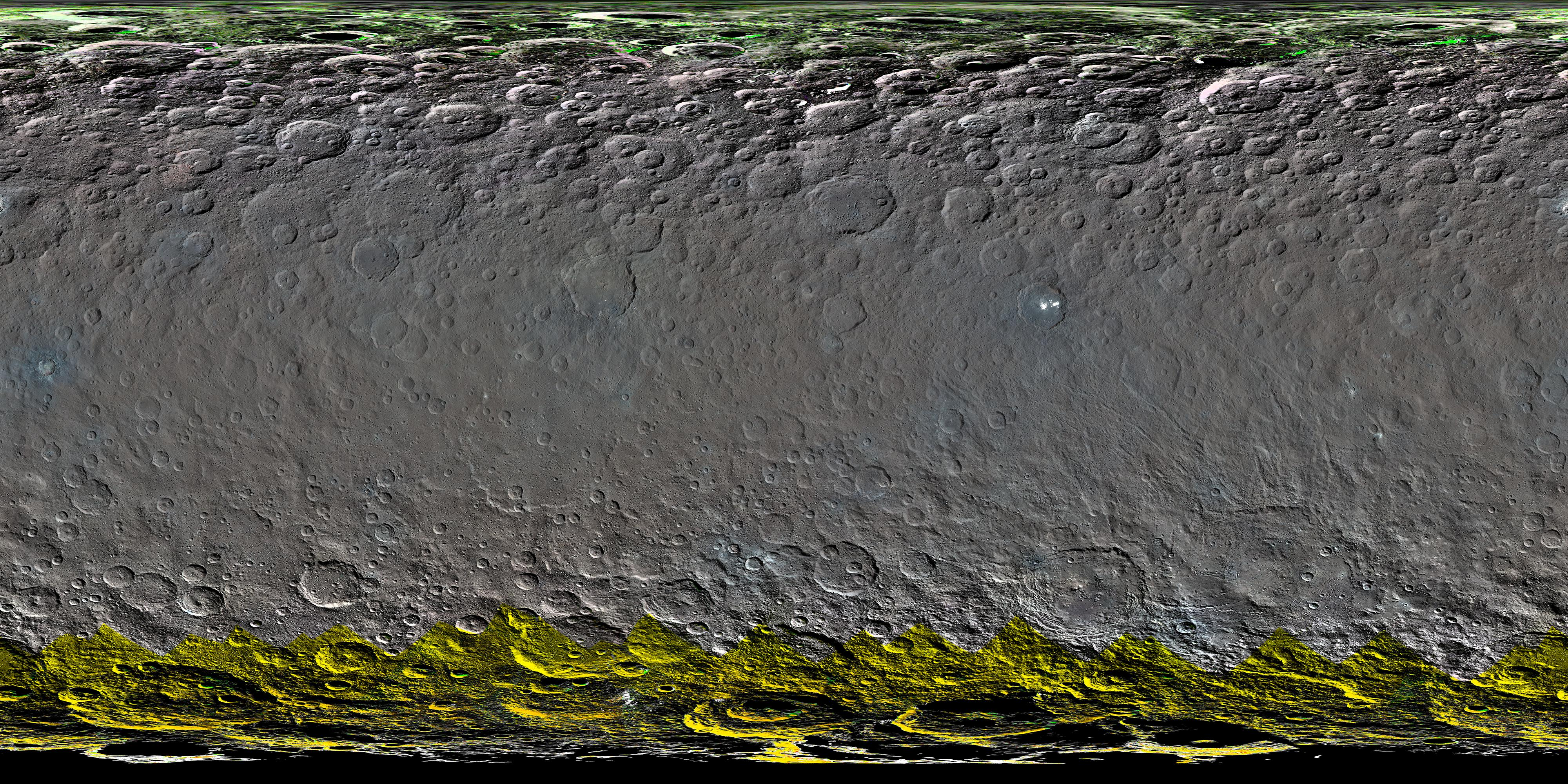
穀神星彩色全圖，因製作時穀神星表面彩色圖不完全覆蓋表面，高緯度區域呈現綠色或黃色。